# Gumlösa landskommun
Gumlösa landskommun var en tidigare kommun i dåvarande Kristianstads län.

## Administrativ historik
Kommunen bildades i Gumlösa socken i Västra Göinge härad i Skåne när 1862 års kommunalförordningar trädde i kraft.
Vid kommunreformen 1952 uppgick kommunen i Vinslövs landskommun som 1974 uppgick i Hässleholms kommun.